# Kemecse
Kemecse  este un oraș în districtul Kemecse, județul Szabolcs-Szatmár-Bereg, Ungaria, având o populație de 4.930 de locuitori (2011). 

## Demografie
Componența etnică a orașului Kemecse
     Maghiari (88,63%)
     Romi (10,37%)
     Necunoscut (0,22%)
     Alții (0,78%)
Componența confesională a orașului Kemecse
     Reformați (34,18%)
     Romano-catolici (21,03%)
     Fără religie (6,35%)
     Greco-catolici (5,46%)
     Necunoscută (31,91%)
     Alte religii (1,66%)
Conform recensământului din 2011, orașul Kemecse avea 4.930 de locuitori. Din punct de vedere etnic, majoritatea locuitorilor (88,63%) erau maghiari, cu o minoritate de romi (10,37%). Apartenența etnică nu este cunoscută în cazul a 0,22% din locuitori. Nu există o religie majoritară, locuitorii fiind reformați (34,18%), romano-catolici (21,03%), persoane fără religie (6,35%) și greco-catolici (5,46%). Pentru 31,91% din locuitori nu este cunoscută apartenența confesională.